# Ludeca
Ludeca va ser rei de Mèrcia del 826 al 827. Va assumir el poder a la mort Beornwulf, assassinat quan intentava sufocar una rebel·lió dels angles de l'est, però ell també va morir en les mateixes circumstàncies l'any següent, provant de subjugar aquell territori.
Es desconeixen els seus orígens, Guillem de Malmesbury diu que era un propinquus de Beornwuf, paraula tant pot voler dir que era cosí, com que era un amic proper.
A la Crònica anglosaxona només diu que Ludeca «va morir assassinat i els seus cinc ealdormen amb ell», però John de Worcester (que, igual com en les primeres cròniques comet l'error de situar aquests fets l'any 825 en comptes del 827) farceix el relat amb més contingut: «Ludeca, rei de Mèrcia, va aplegar les seves forces i va menar un exèrcit cap a la província d'Ànglia de l'Est, amb l'objectiu de prendre venjança per la mort del rei Beornulf, el seu predecessor. Els nadius amb el seu rei ràpidament li van sortir a l'encontre, qui en una severa batalla va matar-lo a ell i als sues cinc ealdormen i a molts de les seves tropes i va fer fugir la resta. Wiglaf el va succeir en el seu esplèndid reialme».
Abans de ser rei, Ludeca és esmentat com a dux en dues cartes de donacions de l'any 824, durant el regnat de Beornwulf (Scriptum 1433 i 1434). Al Museu Fitzwilliam, de la Universitat de Cambridge, es conserva una moneda del regnat de Ludeca, un penic de plata que es creu que va ser encunyat a Ipswich i el nom de la seca era Wærbeald.